# Ştefan Rusu
Ştefan Rusu (romanès: Ștefan Rusu)  (Rădăuți, 2 de febrer de 1956) és un exlluitador romanès, especialista en lluita grecoromana, que va competir durant les dècades de 1970 i 1980.
Durant la seva carrera esportiva va prendre part en tres edicions dels Jocs Olímpics. El 1976, als Jocs de Mont-real, guanyà la medalla de plata en la prova del pes lleuger del programa de lluita grecoromana. Quatre anys més tard, als Jocs de Moscou, guanyà la medalla d'or en la mateixa competició, mentre el 1984, als jocs de Los Angeles, guanyà la de bronze en la prova del pes welter.
En el seu palmarès també destaquen dues medalles d'or, una de plata i una de bronze al Campionat del món de lluita, i cinc d'or, dues de plata i una de bronze al Campionat d'Europa de lluita.